# Samurai Pizza Cats (Band)
Samurai Pizza Cats ist eine im Jahr 2021 gegründete Metalcore-Band aus Castrop-Rauxel.
Der Bandname ist eine Anspielung auf die gleichnamige Anime-Fernsehserie der 1990er-Jahre.

## Bandgeschichte
Die Gruppe gründete sich im Jahr 2021 in Castrop-Rauxel mit Sänger Sebastian Fischer, Gitarrist Daniel Haniß, Bassist Stefan Reufer und Schlagzeuger Stefan Buchwald als Gründungsmitglieder. Die Musiker kannten sich teilweise aus früherer Zeit: So spielten Haniß und Fischer gemeinsam in der Band Her Smile in Grief, dem musikalischen Vorgänger von Electric Callboy. Fischer spielte später mit Buchwald zusammen in der Band Fall of Gaia während Reufer bei Eleven Years aktiv war. Haniß war zudem als Produzent für beide Bands tätig.
Für die ersten Singles konnte die Gruppe bekannte Namen aus der Szene gewinnen, wie etwa Mitglieder der Bands Future Palace und For I Am King. Am 23. Juni 2023 spielten Samurai Pizza Cats auf dem Full Force, womit sie das Musikfestival offiziell eröffneten.
Am 10. Juli des Jahres 2023 kündigte die Gruppe die Veröffentlichung ihres Debütalbums You’re Hellcome an, welches am 22. September gleichen Jahres bei Easthaven Records erscheint. Am Tag der Albumankündigung wurde mit The Wolf in Me zudem ein neues Musikvideo veröffentlicht. Vom 2. bis 8. Oktober 2023 begleitet die Gruppe Annisokay auf deren Konzertreise durch Deutschland und Österreich. Ihre erste Deutschland-Tournee als Hauptact spielt die Gruppe zwischen dem 5. und 21. Januar 2024.

## Musik
Pia-Kim Schaper von Powermetal.de siedelt die Musik der Gruppe auf dem Debütalbum im Metalcore an, welcher mit massig Trance-Elementen gespickt ist und somit Assoziationen an Groovenom erweckt. Ebenso werden klangliche Ähnlichkeiten zu Electric Callboy erkannt, wobei Samurai Pizza Cats durch stilistisch vielschichtige Musik eine Daseinsberechtigung erhält. Diese wird als „angenehm, groovig, schnell und mit einer ordentlichen Portion Brutalität“ charakterisiert. Gary Trueman beschreibt die Musik als einen Crossover aus Metal und Dance, wobei er die musikalische Basis auf dem Album eher in der Rockmusik sieht.

## Diskografie
- 2023: You’re Hellcome (Album, Easthaven Records)